# 拉马农山脉
拉马农山脉（俄语：Горы Ламанон）是萨哈林岛的山，系西萨哈林山脉一部分，属萨哈林州，最高点海拔1,093米，由玄武岩组成，部分地区是安山岩，含伊恰拉山和克拉斯諾夫山等。